# Орлово-Гайское муниципальное образование
Орлово-Гайское муниципальное образование — упразднённое сельское поселение в Ершовском районе Саратовской области Российской Федерации.
Административный центр — село Орлов Гай.

## История
Статус и границы сельского поселения установлены Законом Саратовской области от 27 декабря 2004 года № 82-ЗСО «О муниципальных образованиях, входящих в состав Ершовского муниципального района».
Законом Саратовской области от 28 марта 2016 года № 33-ЗСО, были преобразованы, путём их объединения, Моховское, Новорепинское и Орлово-Гайское муниципальные образования — в Новорепинское муниципальное образование, наделённое статусом сельского поселения, с административным центром в селе Новорепное.

## Население
| 2010 | 2011  | 2012  | 2013  | 2014  | 2015  | 2016  |
| ---- | ----- | ----- | ----- | ----- | ----- | ----- |
| 1719 | ↘1711 | ↘1626 | ↘1583 | ↘1566 | ↘1537 | ↘1493 |

## Состав сельского поселения
| № | Населённый пункт | Тип населённого пункта       | Население |
| - | ---------------- | ---------------------------- | --------- |
| 1 | Лопатин          | хутор                        | 0         |
| 2 | Орлов Гай        | село, административный центр | ↘1282     |
| 3 | Трудовое         | посёлок                      | ↗437      |